# Jackie Chan
Jackie Chan (født 7. april 1954 i Hongkong) er en kinesisk kampkunstner, skuespiller, stuntman, instruktør og sanger.
Chan er blandt de mest kendte skuespillere inden for Kung fu- og actionfilm i verden. Han er kendt for sin akrobatiske kampstil, komiske timing og brug af improviserede våben og har medvirket i over 100 film. Han har bl.a været instruktør og skuespiller på filmen The Myth og er en af de mest genkendte asiatiske filmstjerner i verden. De fleste af temaerne til sine film synger han selv, bl.a til Disneys Mulan, hvor han også stod for koreografien til filmen. Desuden har han også en karriere som popmusiker, der begyndte i 1980'erne, siden 1984 har han udsendt 20 albums.
I 2004 blev han optaget i Guinness Rekordbog for flest stunts udført af en levende skuespiller og en uregistreret rekord for flest takes for en enkelt scene, med over 2900 takes i filmen Dragon Lord
Han har vundet masser af priser i Asien, men knap så mange i resten af verden. Han har fået en stjerne på Avenue of Stars i Hongkong og en stjerne på Walk of Fame i Hollywood.
Jackie Chan blev født i Hongkong den 7. april 1954 af Lee-Lee og Charles Chan, der døbte ham Chan Kong-sang, Der betyder "født i Hong kong".
Forældrene var meget fattige og havde ikke råd til at gå til læge, så de lånte penge af venner. Selvom forældrene var meget fattige havde de arbejde på den franske ambassade i Hongkong – faderen som kok og moderen som husholderske. 
Da Jackie var 7 år gammel fik faderen et job på den amerikanske ambassade i Australien, men sønnen blev boende i Hongkong, hvor han startede på China Drama Academy. Her lærte han kampsport, akrobatik, sang og skuespil. Skolens formål var at gøre drengene klar til The Peking Opera.
På operaen var tilværelsen meget streng – hvis man begik fejl, blev man slået. Det var et meget hårdt sted at leve, men Jackie blev, for han havde ikke andre steder at bo. Han så ikke sine forældre i mange år.
Filmdebuten skete, da han var 8 år i tegnefilmen Seven Little Valiant Fighters: Big and Little Wong Tin Bar. Han var senere med i stykket The Seven Little Fortunes, hvor Sammo Hung og Yuen Biao også var med. Nogle år senere dannede de tre gruppen The Three Brothers.
Da han var 17 år, var der ikke mere arbejde på operaen, så Jackie og vennerne blev nødt til at finde andet arbejde, hvilket var svært, da de var ufaglærte. Men der blev indspillet mange film i Hongkong og der var altid brug for unge og stærke stuntmænd.
De næste par år arbejdede han med stunts, men da filmbranchens succes begyndte at falme, rejste han hjem til sine forældre, der nu boede fast i Australien. Her arbejdede han først i en restaurant og siden på en byggeplads – det var her, han fik øgenavnet Jackie.
Desværre var han ikke glad for at bo og arbejde i Australien, han fandt bygningsarbejdet både svært og kedeligt. Redningen dukkede op i form af et telegram fra Willie Chan, der stadigvæk arbejdede i Hongkongs filmindustri og ledte efter en, der kunne spille i en ny film af Lo Wei. Han havde åbenbart set Jackie arbejde som stuntmand og var imponeret. Efterhånden blev de to gode venner og Willie desuden agent for knægten. Inden længe var han på vej tilbage til Hongkong for at indspille New Fist of Fury som 21-årig i 1976.

## Filmografi
- Police Story (2013)
- Chinese Zodiac (2012)
- Shaolin (2011)
- The Karate Kid (2010)
- "Little Big Soldier" (2010)
- The Spy Next Door (2009)
- The Forbidden Kingdom (2008)
- Rush hour 3 (2007)
- The Myth (2005)
- New Police Story (2004)
- The Twins Effect 2 (2004)
- Jorden rundt i 80 dage (2004)
- The Medallion (2003)
- The Twins Effect (2003)
- Shanghai Knights (2003)
- The Tuxedo (2002)
- Rush Hour 2 (2001)
- The Accidental Spy (2001)
- Shanghai Noon (2000)
- Gorgeous (1999)
- Who Am I? (1999)
- Rush Hour (1998)
- The Legend of Drunken Master (1998)
- Mr. Nice Guy (1997)
- Police Story 4: First Strike (1996) (også kendt som Jackie Chan's First Strike)
- Thunderbolt (1995)
- Rumble in the Bronx (1994)
- Drunken Master II (1994) (kendt i USA som The Legend of Drunken Master)
- Once a Cop: Super Cop II (1993)
- Crime Story (1993)
- City Hunter (1993)
- Police Story 3: Super Cop (1992) (også kendt som Super Cop)
- A Kid from Tibet (1992)
- Twin Dragons (1991) (også kendt som Brother vs. Brother)
- Armour of God II: Operation Condor (1991)
- Island of Fire (1990)
- Miracles (1989) (også kjent som The Canton Godfather)
- Police Story 2 (1988)
- 3 Brothers and One Sister (Closed relationship) (1988)
- Jackie Chan's Project A2 (1987), (også kendt som Project B)
- Dragons Forever (1987)
- Dirty Boys (1986) (også kendt som Naughty Boys)
- Armour of God (1986)
- Police Story (1985)
- Heart of Dragon (1985)
- Ninja and the Thief (1985) (også kendt som Ninja Thunderbolt)
- The Protector (1985)
- My Lucky Stars 2: Twinkle, Twinkle Lucky Stars (1985)
- My Lucky Stars (1985)
- Wheels on Meals (1984)
- Dragon Attack (1984)
- Pom Pom (1984) (også kendt som Motorcycle Cop 2)
- Two in a Black Belt (1984)
- Ud og køre med de skøre 2 (1983)
- The Fearless Hyena Part II (1983)
- Winners and Sinners (1983) (også kendt som Five Lucky Stars)
- Project A (1983)
- Dragon Lord (1982)
- Black Magic Wars (1982)
- Fantasy Mission Force (1982)
- Ud og køre med de skøre (1981)
- The Big Brawl (1980) (også kendt som Kineseren)
- The Young Master (1980)
- Dragon Fist (1979)
- Fearless Hyena (1979)
- Snake & Crane Arts of Shaolin (1978)
- Snake in the Eagle's Shadow (1978)
- Spiritual Kung-Fu (1978) (også kendt som Karate Ghostbuster)
- Drunken Master (1978)
- Magnificent Bodyguards (1978)
- Half a Loaf of Kung Fu (1978)
- The 36 Crazy Fists (1977)
- To Kill with Intrigue (1977)
- The Killer Meteors (1976)
- Shaolin Wooden Men (1976)
- Countdown in Kung Fu (1976)
- New Fist of Fury / Fist of Fury 2 (1976)
- Mr. Boo 2: The Private Eyes (1976)
- All in the Family (1975)
- No End of Surprises (1975)
- Fists of the Double K (1974)
- The Golden Lotus (1974)
- Police Woman (1974)
- Supermen Against the Orient (1974)
- Facets of Love (1973)
- Eagle Shadow Fist (1973)
- Enter the Dragon (ikke kreditert, 1973)
- The Heroine (Også Kendt som Attacking Kung Fu Girls)
- Bruce Lee and I (1973)
- Hapkido (1972) (Også kendt som Lady Kung Fu)
- Fist of Fury (1972)
- Little Tiger of Canton (1971) (Også kendt som "Master with Cracked Fingers")
- The Story of Qin Xianglian (1964)
- Big and Little Wong Tin Bar (1962)